# Premier League Golden Boot
Premier League Golden Boot, známá také jako Zlatá kopačka Premier League, je každoroční ocenění fotbalového svazu udělované nejlepšímu střelci v Premier League. Kromě trofeje je vítězům Golden Boot obvykle přiděleno 1000 liber za každý gól, který vstřelili během sezóny; peníze jsou darovány charitě podle svého výběru, ačkoli Robin van Persie dostal 30 000 liber po vstřelení 26 gólů v sezóně 2012/13.
Premier League byla založena v roce 1992, kdy kluby hrající Football League First Division opustily English Football League a založily novou komerčně nezávislou ligu, která sjednávala vlastní vysílací a sponzorské smlouvy. Nově vytvořená liga neměla pro svou zahajovací sezónu sponzora, dokud firma Carling nesouhlasila se čtyřletou dohodou ve výši 12 milionů liber, která začala následující sezónu, a ve svém prvním ročníku byla jednoduše známá jako Premier League. Výsledkem bylo, že cena byla nazývána „Zlatá kopačka Premier League“; prvním vítězem se stal Teddy Sheringham, ten obdržel inaugurační cenu v roce 1993. Ligu původně hrálo 22 týmů, po sezóně 1994/95 se liga uzavřela s 20 týmy; tím se snížil počet hraných zápasů ze 42 na 38.
Thierry Henry vyhrál Zlatou kopačku celkem čtyřikrát, více než kterýkoli jiný hráč. Jimmy Floyd Hasselbaink byl prvním neanglickým a Dwight Yorke prvním mimoevropským vítězem, když se o cenu podělili s Michaelem Owenem v roce 1999. Alan Shearer je s spolu s Henrym jediným jiným hráčem, který získal cenu ve třech po sobě jdoucích sezónách. Phillips, Henry, Cristiano Ronaldo a Luis Suárez vyhráli i Evropskou zlatou kopačku ve stejné sezóně jako Zlatou kopačku Premier League, Henry toho dosáhl dokonce dvakrát (2004 a 2005). Shearer, Hasselbaink a Van Persie jsou jedinými hráči, kteří vyhráli Zlatou kopačku se dvěma různými kluby.
Erling Haaland vstřelil v sezóně 2022/23 rekordních 36 branek, zatímco Nicolasu Anelkovi stačilo skórovat jen 19 branek v sezóně 2008/09 k zisku tohoto ocenění. Harry Kane zaznamenal v  sezóně 2016/17 nejvyšší poměr gólů k odehraným zápasům, když vstřelil 29 gólů ve 30 zápasech s poměrem 0,97 gólů na zápas. V sezóně 2022/23 tento rekord překonal Haaland s 36 brankami v 35 zápasech. 

## Historické názvy
- 1993 — Premier League Golden Boot
- 1994–2001 — Carling Golden Boot
- 2002–2004 — Barclaycard Golden Boot
- 2005–2016 — Barclays Golden Boot
- 2017–2020 — Cadbury Golden Boot
- 2021 — Coca-Cola Zero Sugar Golden Boot
- od 2022  — Castrol Golden Boot

## Vítězové

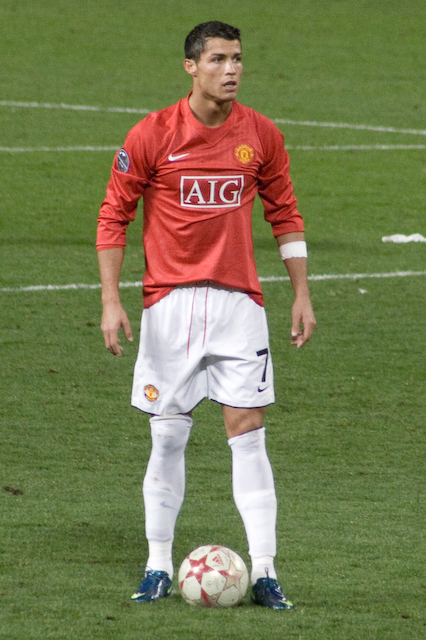
Cristiano Ronaldo, vítěz 2008, je jedním ze čtyř hráčů, kteří vyhráli vedle Zlaté kopačky i Evropskou zlatou kopačku.

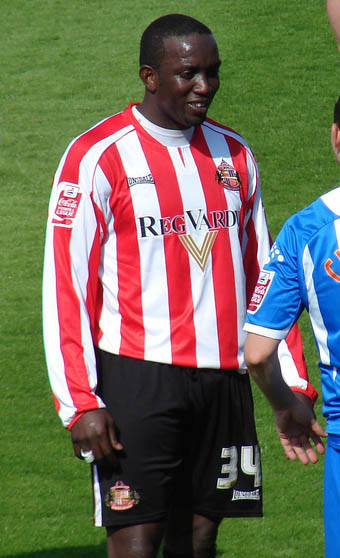
Dwight Yorke, spoluvítěz z roku 1999, byl prvním mimoevropským vítězem Golden Boot

| Hráč (X) | Jméno hráče a počet, kolikátou Zlatou kopačku v daném okamžiku cenu vyhrál (pokud je jich více, než jedna) |
| Zápasy   | Počet zápasů v Premier League, které v dané sezóně vítězi odehrál                                          |
| Poměr    | Poměr gólů a odehraných zápasů vítěze v této sezóně                                                        |
|          | Označuje několik vítězů ocenění ve stejné sezóně                                                           |
|          | Označuje, že hráč ve stejné sezóně také vyhrál Evropskou zlatou kopačku                                    |
|          | Označuje, že klub byl vyhrál Premier League ve stejné sezóně                                               |

| Sezóna  | Hráč                        |                   | Klub              | Góly | Zápasy | Poměr | Ref.          |
| ------- | --------------------------- | ----------------- | ----------------- | ---- | ------ | ----- | ------------- |
| 1992/93 | Teddy Sheringham            | Anglie            | Tottenham Hotspur | 22   | 41     | 0.54  | [ 7 ]         |
| 1993/94 | Andy Cole                   | Anglie            | Newcastle United  | 34   | 40     | 0.85  | [ 7 ]         |
| 1994/95 | Alan Shearer                | Anglie            | Blackburn Rovers  | 34   | 42     | 0.81  | [ 7 ] [ 16 ]  |
| 1995/96 | Alan Shearer (2)            | Anglie            | Blackburn Rovers  | 31   | 35     | 0.89  | [ 7 ] [ 16 ]  |
| 1996/97 | Alan Shearer (3)            | Anglie            | Newcastle United  | 25   | 31     | 0.81  | [ 7 ] [ 16 ]  |
| 1997/98 | Chris Sutton                | Anglie            | Blackburn Rovers  | 18   | 35     | 0.51  | [ 7 ]         |
| 1997/98 | Dion Dublin                 | Anglie            | Coventry City     | 18   | 36     | 0.50  | [ 7 ] [ 17 ]  |
| 1997/98 | Michael Owen                | Anglie            | Liverpool         | 18   | 36     | 0.50  | [ 7 ]         |
| 1998/99 | Michael Owen (2)            | Anglie            | Liverpool         | 18   | 30     | 0.60  | [ 7 ]         |
| 1998/99 | Dwight Yorke                | Trinidad a Tobago | Manchester United | 18   | 33     | 0.55  | [ 18 ]        |
| 1998/99 | Jimmy Floyd Hasselbaink     | Nizozemsko        | Leeds United      | 18   | 36     | 0.50  | [ 7 ]         |
| 1999/00 | Kevin Phillips              | Anglie            | Sunderland        | 30   | 36     | 0.83  | [ 9 ] [ 19 ]  |
| 2000/01 | Jimmy Floyd Hasselbaink (2) | Nizozemsko        | Chelsea           | 23   | 35     | 0.66  | [ 20 ]        |
| 2001/02 | Thierry Henry               | Francie           | Arsenal           | 24   | 33     | 0.73  | [ 18 ]        |
| 2002/03 | Ruud van Nistelrooy         | Nizozemsko        | Manchester United | 25   | 34     | 0.74  | [ 21 ]        |
| 2003/04 | Thierry Henry (2)           | Francie           | Arsenal           | 30   | 37     | 0.81  | [ 11 ] [ 18 ] |
| 2004/05 | Thierry Henry (3)           | Francie           | Arsenal           | 25   | 32     | 0.78  | [ 11 ]        |
| 2005/06 | Thierry Henry (4)           | Francie           | Arsenal           | 27   | 32     | 0.84  | [ 7 ]         |
| 2006/07 | Didier Drogba               | Pobřeží slonoviny | Chelsea           | 20   | 36     | 0.56  |               |
| 2007/08 | Cristiano Ronaldo           | Portugalsko       | Manchester United | 31   | 34     | 0.91  | [ 1 ] [ 10 ]  |
| 2008/09 | Nicolas Anelka              | Francie           | Chelsea           | 19   | 36     | 0.53  | [ 22 ]        |
| 2009/10 | Didier Drogba (2)           | Pobřeží slonoviny | Chelsea           | 29   | 32     | 0.91  | [ 23 ]        |
| 2010/11 | Carlos Tévez                | Argentina         | Manchester City   | 20   | 31     | 0.65  | [ 24 ]        |
| 2010/11 | Dimitar Berbatov            | Bulharsko         | Manchester United | 20   | 32     | 0.63  | [ 24 ]        |
| 2011/12 | Robin van Persie            | Nizozemsko        | Arsenal           | 30   | 38     | 0.79  | [ 25 ]        |
| 2012/13 | Robin van Persie (2)        | Nizozemsko        | Manchester United | 26   | 38     | 0.68  | [ 3 ]         |
| 2013/14 | Luis Suárez                 | Uruguay           | Liverpool         | 31   | 33     | 0.94  | [ 26 ]        |
| 2014/15 | Sergio Agüero               | Argentina         | Manchester City   | 26   | 33     | 0.79  | [ 27 ]        |
| 2015/16 | Harry Kane                  | Anglie            | Tottenham Hotspur | 25   | 38     | 0.65  | [ 28 ]        |
| 2016/17 | Harry Kane (2)              | Anglie            | Tottenham Hotspur | 29   | 30     | 0.97  | [ 15 ]        |
| 2017/18 | Mohamed Salah               | Egypt             | Liverpool         | 32   | 36     | 0.89  | [ 29 ]        |
| 2018/19 | Pierre-Emerick Aubameyang   | Gabon             | Arsenal           | 22   | 36     | 0.61  | [ 30 ]        |
| 2018/19 | Sadio Mané                  | Senegal           | Liverpool         | 22   | 36     | 0.61  | [ 30 ]        |
| 2018/19 | Mohamed Salah (2)           | Egypt             | Liverpool         | 22   | 38     | 0.58  | [ 30 ]        |
| 2019/20 | Jamie Vardy                 | Anglie            | Leicester City    | 23   | 35     | 0.65  | [ 31 ]        |
| 2020/21 | Harry Kane (3)              | Anglie            | Tottenham Hotspur | 23   | 35     | 0.65  | [ 32 ]        |
| 2021/22 | Mohamed Salah (3)           | Egypt             | Liverpool         | 23   | 35     | 0.66  | [ 33 ]        |
| 2021/22 | Son Hung-min                | Jižní Korea       | Tottenham Hotspur | 23   | 35     | 0.66  | [ 33 ]        |
| 2022/23 | Erling Haaland              | Norsko            | Manchester City   | 36   | 35     | 1.03  | [ 34 ]        |

## Vítězové podle národností
| Stát              | Hráčů | Celkem |
| ----------------- | ----- | ------ |
| Anglie            | 9     | 14     |
| Nizozemsko        | 3     | 5      |
| Francie           | 2     | 5      |
| Argentina         | 2     | 2      |
| Egypt             | 1     | 3      |
| Pobřeží slonoviny | 1     | 2      |
| Bulharsko         | 1     | 1      |
| Gabon             | 1     | 1      |
| Jižní Korea       | 1     | 1      |
| Norsko            | 1     | 1      |
| Portugalsko       | 1     | 1      |
| Senegal           | 1     | 1      |
| Trinidad a Tobago | 1     | 1      |
| Uruguay           | 1     | 1      |

## Vítězové podle klubů
| Klub              | Celkem |
| ----------------- | ------ |
| Liverpool         | 7      |
| Arsenal           | 6      |
| Manchester United | 5      |
| Tottenham Hotspur | 5      |
| Chelsea           | 4      |
| Blackburn Rovers  | 3      |
| Manchester City   | 3      |
| Newcastle United  | 2      |
| Coventry City     | 1      |
| Leeds United      | 1      |
| Leicester City    | 1      |
| Sunderland        | 1      |